# Argalista roseopunctata
Argalista roseopunctata is een slakkensoort uit de familie van de Colloniidae. De wetenschappelijke naam van de soort is voor het eerst geldig gepubliceerd in 1880 door Angas.